# Вардар (женский гандбольный клуб)
«Вардар» (макед. Вардар) — македонский женский гандбольный клуб из города Скопье, выступающий в чемпионате Северной Македонии и представляющий Северную Македонию в Лиге чемпионов ЕГФ и Региональной гандбольной лиге. Основан, как и одноимённый мужской, в 1961 году. Свою первую победу одержал в 1994 году, выиграв Кубок Республики Македонии, однако до сезона 2012/2013, пока не был расформирован клуб «Кометал Гёрче Петров», «Вардар» не выигрывал ни один трофей.
Президентом клуба является Гордана Начева, тренером — российская гандболистка Ирина Полторацкая, капитаном — российская гандболистка Инна Суслина. Большую спонсорскую поддержку оказывает клубу его владелец россиянин Сергей Самсоненко. Финалисты и трижды обладатели бронзовых медалей Лиги Чемпионов ЕГФ. Домашние матчи проводятся на арене «Яне Сандански».

## Достижения
- Чемпионы Республики Македонии: 2012/2013, 2013/2014, 2014/2015, 2015/2016
- Победители Кубка Республики Македонии: 1994, 2014, 2015, 2016
- Финалисты Лиги чемпионов ЕГФ: 2016/2017, 2017/2018
- Победители Региональной гандбольной лиги: 2016/2017
- Бронзовые призёры Кубка Бухареста: 2015
- Победители Кубка Вардара: 2015

## Состав
Заявка на сезон 2016/2017
| Вратари - 12 Амандин Лейно - 31 Инна Суслина - 84 Майсса Пессоа Правые крайние - 04 Йованка Радичевич - 91 Сара Ристовска Левые крайние - 07 Камилла Херрем - 08 Тамара Мавсар Линейные - 20 Аня Альтхаус - 27 Андреа Чович - 83 Мария Петрович | Левые полусредние - 11 Саня Дамьянович - 23 Андреа Пенезич Разыгрывающие - 21 Диана Ильина - 71 Татьяна Хмырова - 77 Андреа Лекич Правые полусредние - 05 Андреа Кликовац - 15 Барбара Лазович - 64 Александра Лакрабер |

## Штаб
| Пост                         | Имя                                   |
| ---------------------------- | ------------------------------------- |
| Главный тренер               | Ирина Полторацкая                     |
| Помощник тренера             | Аче Станковский                       |
| Тренер по силовой подготовке | Мария Лояница                         |
| Физиотерапевты               | Рубинчо Србиноский, Бояна Божиновская |

| Пост                    | Имя               |
| ----------------------- | ----------------- |
| Владелец                | Сергей Самсоненко |
| Президент               | Гордана Начева    |
| Исполнительный директор | Давор Стояновский |
| Менеджер по операциям   | Ана Стойкова      |
| Спортивный директор     | Эдуард Кокшаров   |